# Kazašská sovětská socialistická republika
Kazašská sovětská socialistická republika (zkráceně Kazašská SSR, kazašsky Қазақ Кеңестік Социалистік Республикасы, Qazaq Keñestik Socïalïstik Respwblïkası, rusky Казахская советская социалистическая республика, Kazachskaja sovětskaja socialističeskaja respublika) byla jednou ze Sovětských socialistických republik Sovětského svazu (SSSR). S rozlohou 2 717 300 čtverečních kilometrů byla druhým největším státem Sovětského svazu po Ruské sovětské federativní socialistické republice (RSFSR). Hlavním městem byla Alma-Ata (dnes nazývaná Almaty). Nyní je to nezávislý stát Kazachstán ve Střední Asii. Během její existence byla republika vedena Komunistickou stranou kazašské SSR. Kazašská SSR, původně od roku 1924 ruskou autonomní republikou, byla sovětskou svazovou republikou ustavena v roce 1936. Nezávislost získal Kazachstán po rozpadu SSSR v roce 1991.

## Historie
Kazašská sovětská socialistická republika byla založena 26. srpna 1920. Zpočátku byla součástí Ruska a byla nazývána Kyrgyzská ASSR (Kyrgyzská autonomní sovětská socialistická republika), 15.–19. dubna roku 1925 byla přejmenována. Během 50. a 60. let sem byli nuceně přestěhováni občané jiných zemí Sovětského svazu. Příliv imigrantů, většinou Rusů, způsobil početní převahu nad původním kazašským obyvatelstvem. Používání kazašského jazyka zřetelně pokleslo, avšak po vyhlášení nezávislosti se začala používanost jazyka opět zvedat. Mimo kazašské a ruské obyvatelstvo republika zahrnuje také Ukrajince, Němce, Židy, Bělorusy, Korejce a mnoho dalších. Němci v době vyhlášení nezávislosti tvořili okolo 8 % populace, což je největší koncentrace Němců v celém Sovětském Svazu. Po vyhlášení nezávislosti mnozí z těchto přistěhovalců emigrovali. 10. prosince 1991 Kazašská SSR byla přejmenována na Republiku Kazachstán a 6 dní nato se stala plně nezávislou.

## Obyvatelstvo
Při sčítání obyvatel v roce 1897, což bylo první sčítání obyvatel v celém regionu, představovali Kazaši 81,7 % z celkového počtu obyvatelstva (3 392 751 obyvatel) na území dnešního Kazachstánu. Ruské obyvatelstvo v zemi čítalo 454 402 obyvatel (10,95 %). Bylo zde také 79 573 Ukrajinců (1,91 %), 55 984 Tatarů (1,34 %), 55 815 Ujgurů (1,34 %), 29 564 Uzbeků (0,7 %), 46 934 Řeků (0,29 %), 11 911 Moldavanů (0,28 %), 4 888 Dunginců (0,11 %), 2 883 Turkmenů, 2 613 Němců, 2 528 Baškirů, 1 651 Židů a 1 254 Poláků.
| Národnost  | 1959 % | 1970 % | 1979 % | 1989 % | 1999 % |
| ---------- | ------ | ------ | ------ | ------ | ------ |
| Kazaši     | 30,0   | 32,6   | 36,0   | 40,1   | 53,4   |
| Rusové     | 42,7   | 42,4   | 40,8   | 37,4   | 29,9   |
| Ukrajinci  | 8,2    | 7,2    | 6,1    | 5,4    | 3,7    |
| Bělorusové | 1,2    | 1,5    | 1,2    | 1,1    | 0,8    |
| Němci      | 7,1    | 6,6    | 6,1    | 5,8    | 2,4    |
| Tataři     | 2,1    | 2,2    | 2,1    | 2,0    | 1,7    |
| Uzbeci     | 1,5    | 1,7    | 1,8    | 2,0    | 2,5    |
| Ujguři     | 0,6    | 0,9    | 1,0    | 1,1    | 1,4    |
| Korejci    | 0,8    | 0,6    | 0,6    | 0,6    | 0,7    |

## Administrativní dělení

Kazašská SSR v roce 1959

Obyvatelstvo 1. ledna 1987.
| č  | region                 | správní středisko | rozloha     | počet obyvatel |
| -- | ---------------------- | ----------------- | ----------- | -------------- |
| 1  | Akťubinská oblast      | Akťubinsk         | 298 700 km² | 720 000        |
| 2  | Almatská oblast        | Alma-Ata          | 105 100 km² | 2 032 000      |
| 3  | Východokazašská oblast | Usť-Kamenogorsk   | 97 300 km²  | 935 000        |
| 4  | Gurevská oblast        | Gurev             | 113 400 km² | 403 000        |
| 5  | Žambylská oblast       | Džambul           | 144 200 km² | 1 016 000      |
| 6  | Džezkazganská oblast   | Džezkazgan        | 313 400 km² | 477 000        |
| 7  | Karagandská oblast     | Karaganda         | 117 900 km² | 1 368 000      |
| 8  | Kyzylordská oblast     | Kyzyl-Orda        | 228 100 km² | 625 000        |
| 9  | Kokčetavská oblast     | Kokčetav          | 78 100 km²  | 652 000        |
| 10 | Kostanajská oblast     | Kostanaj          | 114 500 km² | 1 043 000      |
| 11 | Mangystauská oblast    | Ševčenko          | 165 100 km² | 327 000        |
| 12 | Pavlodarská oblast     | Pavlodar          | 127 500 km² | 934 000        |
| 13 | Severokazašská oblast  | Petropavlovsk     | 44 300 km²  | 606 000        |
| 14 | Semipalatinská oblast  | Semipalatinsk     | 179 600 km² | 816 000        |
| 15 | Taldy-Kurganská oblast | Taldy-Kurgan      | 118 500 km² | 709 000        |
| 16 | Targajská oblast       | Arkalyk           | 111 900 km² | 322 000        |
| 17 | Uralská oblast         | Uralsk            | 151 200 km² | 620 000        |
| 18 | Celinogradská oblast   | Celinograd        | 92 100 km²  | 859 000        |
| 19 | Šymkentská oblast      | Šymkent           | 116 300 km² | 1 780 000      |